# Placówka Straży Celnej „Głuchaczki”

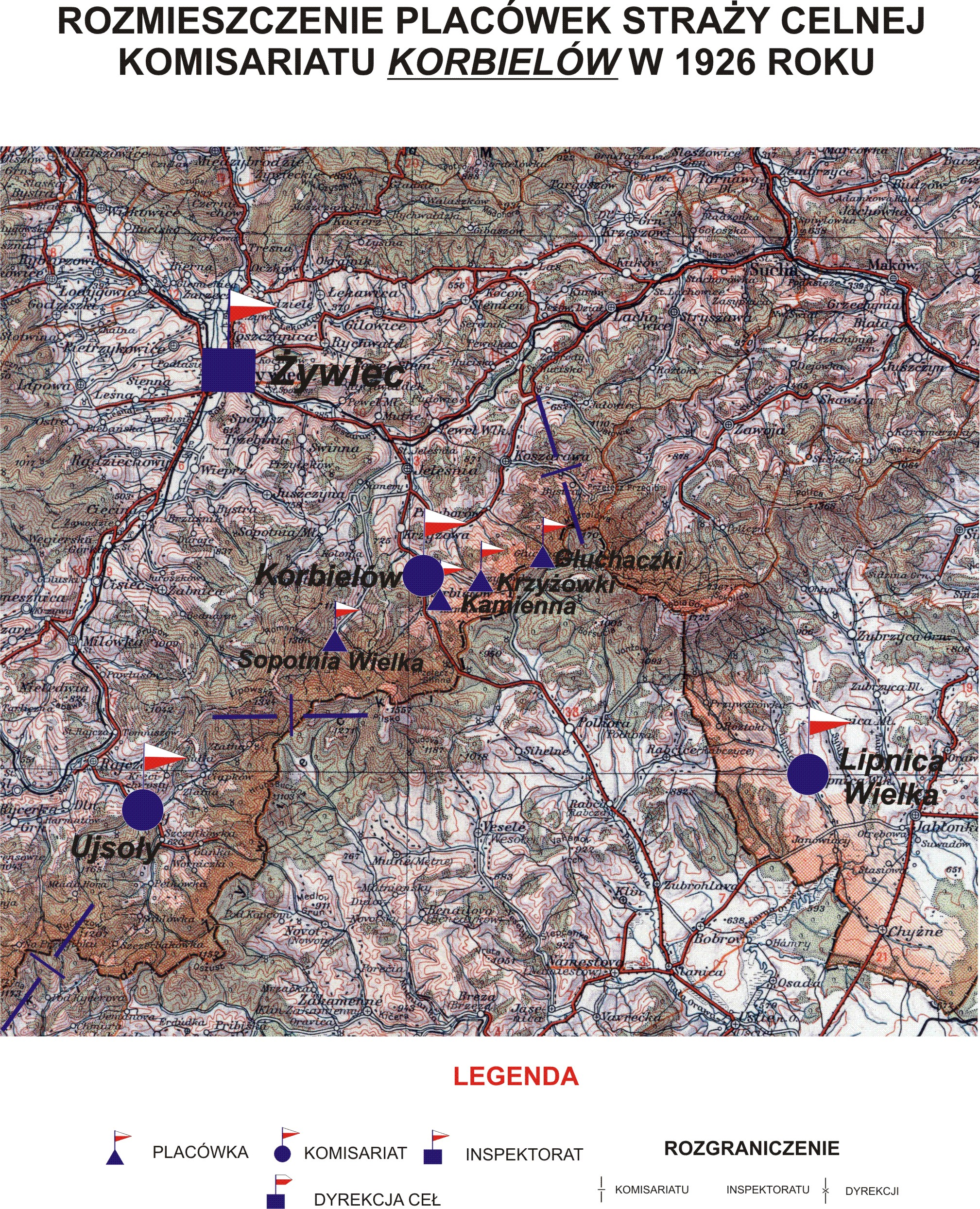
Rozmieszczenie placówek SC Komisariatu Korbielów w 1926

Placówka Straży Celnej „Głuchaczki” – jednostka organizacyjna Straży Celnej pełniąca w okresie międzywojennym służbę ochronną na granicy polsko-czechosłowackiej.

## Formowanie i zmiany organizacyjne
Na wniosek Ministerstwa Skarbu, uchwałą z 10 marca 1920 roku, powołano do życia Straż Celną. Jednostki Straży Celnej rozpoczęły przejmowanie odcinków granicy od pododdziałów Batalionów Celnych. W 1921 roku w Korbielowie stacjonował sztab 1 kompanii 7 batalionu celnego. Kompania wystawiała również placówkę w Głuchaczkach. W 1922 roku w Korbielowie stacjonował sztab 4 kompanii 7 batalionu celnego. Kompania wystawiała również placówkę w Głuchaczkach. Proces tworzenia Straży Celnej trwał do końca 1922 roku. Placówka Straży Celnej „Głuchaczki” weszła w podporządkowanie komisariatu Straży Celnej „Korbielów” z Inspektoratu SC „Żywiec”.
W drugiej połowie 1927 roku przystąpiono do gruntownej reorganizacji Straży Celnej. W praktyce skutkowało to rozwiązaniem tej formacji granicznej. Ochronę północnej, zachodniej i południowej granicy państwa przejęła powołana z dniem 2 kwietnia 1928 roku Straż Graniczna. Rozkazem nr 4 z 30 kwietnia 1928 w sprawie organizacji Śląskiego Inspektoratu Okręgowego dowódca Straży Granicznej gen. bryg. Stefan Pasławski określił strukturę organizacyjną komisariatu SG „Rajcza”. Placówka Straży Granicznej I linii „Głuchaczki” znalazła się w jego strukturze.

## Funkcjonariusze placówki
Kierownicy placówki
| stopień          | imię i nazwisko, numer | okres pełnienia służby | kolejne stanowisko |
| ---------------- | ---------------------- | ---------------------- | ------------------ |
| starszy strażnik | Władysław Bożek (371)  | był w 1926             |                    |

Obsada personalna placówki w 1926:
- starszy strażnik Władysław Bożek (371)
- strażnik Andrzej Błoch (1496)
- strażnik Franciszek Jagódka (1630)
- strażnik Stanisław Jokiel (1356)
- strażnik Michał Kocur (1368)
- strażnik Jan Kowalski (1284)
- strażnik Marcin Mróz (1565)
- strażnik Jakub Świstak (1339)
- strażnik Tomasz Tomala (1604)